# Oskomian
Oskomian, aweroa (Averrhoa L.) – rodzaj roślin z rodziny szczawikowatych (Oxalidaceae). Obejmuje dwa gatunki, czasem rozbijane na cztery lub pięć. Oba gatunki, zarówno oskomian pospolity, znany też pod nazwą karambola, jak i oskomian bilimbi, zwany bilimbi, zostały rozpowszechnione w strefie tropikalnej jako drzewa owocowe już w czasach przedkolonialnych. Z tego powodu niejasne jest ich pochodzenie. Jako ich ojczyznę wskazuje się południowo-wschodnią Azję, w szczególności Malezję, albo wschodnią Brazylię.
Oba gatunki uprawiane są jako rośliny owocowe. Przy czym bilimbi na mniejszą skalę, głównie w południowej Azji i Ameryce Południowej. Ma owoce kwaśne, raczej nietrwałe. Zwykle spożywane są one kiszone, czasem kandyzowane, stosowane jako dodatek do potraw i przypraw. Karambola jest szerzej rozpowszechniona, jej owoce są trwałe, słodko-cierpkie. Poza jadalnymi owocami, sok obu gatunków używany jest wszechstronnie w gospodarstwach domowych, a różne części roślin wykorzystywane są także w medycynie. 
Naukowa nazwa rodzaju pochodzi od mauretańskiego lekarza, filozofa i przyrodnika – Awerroesa (ok. 1126–1198).

## Morfologia
PokrójWiecznie zielone krzewy i niewielkie drzewa (oskomian pospolity osiąga do 6 m wysokości) oraz nieco wyższe drzewa (bilimbi rośnie do 10–15 m wysokości). Korony mają silnie rozgałęzione, rozłożyste.
LiścieSkrętoległe lub pozornie naprzeciwległe, bez przylistków. Blaszka nieparzysto pierzasto złożona, u karamboli z 3–7 jajowatych listków, u bilimbi z 10–20 listków. Pod wpływem dotyku listki wykonują ruch nastyczny stulając się.
KwiatyDrobne i wonne, zebrane są w wierzchotkowate i wiechowate kwiatostany, wyrastające w kątach liści, także z grubych konarów i pnia. Działki kielicha w liczbie 5 są czerwone i mięsiste. Płatki korony, których także jest 5, są białe, różowe lub czerwone. Pręcików jest 10, czasem 5 z nich pozbawionych jest pylników. Zalążnia górna z 5 owocolistków, z kilkoma zalążkami w każdej z komór.
OwoceMięsiste jagody o kształcie wydłużonym, osiągające do kilkunastu cm. U bilimbi owoce są pięciokanciaste, u karamboli z czterema lub pięcioma silnie wystającymi żebrami, stąd na przekroju charakterystycznie gwiaździste. Nasiona od kilku do wielu, nagie lub z osnówką.

## Systematyka
Wykaz gatunków
- Averrhoa bilimbi L. – oskomian bilimbi[4], bilimbi[5]
- Averrhoa carambola L. – oskomian pospolity, karambola gwiaździsta[4], karambola pospolita[5]

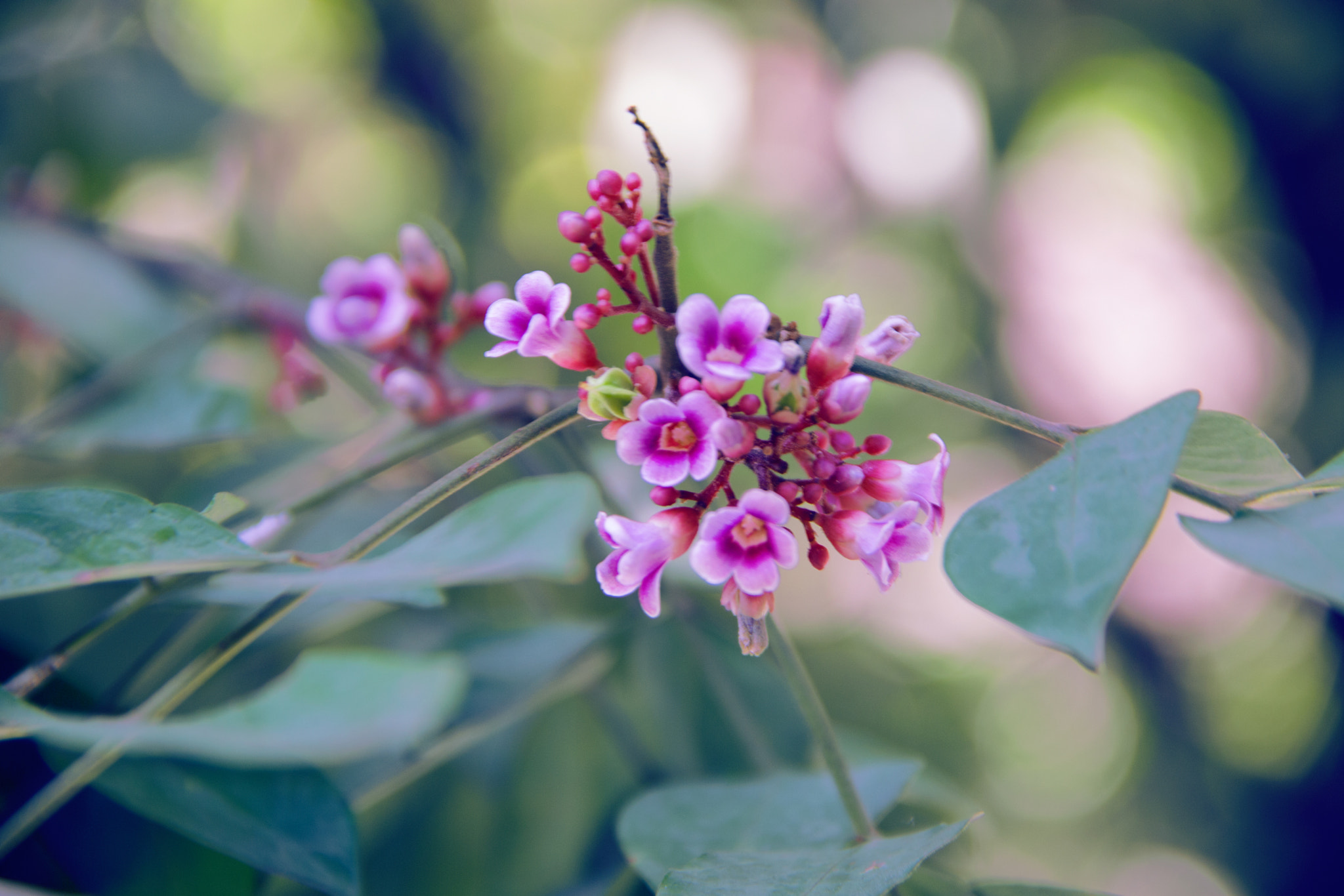
Kwiaty oskomianu pospolitego
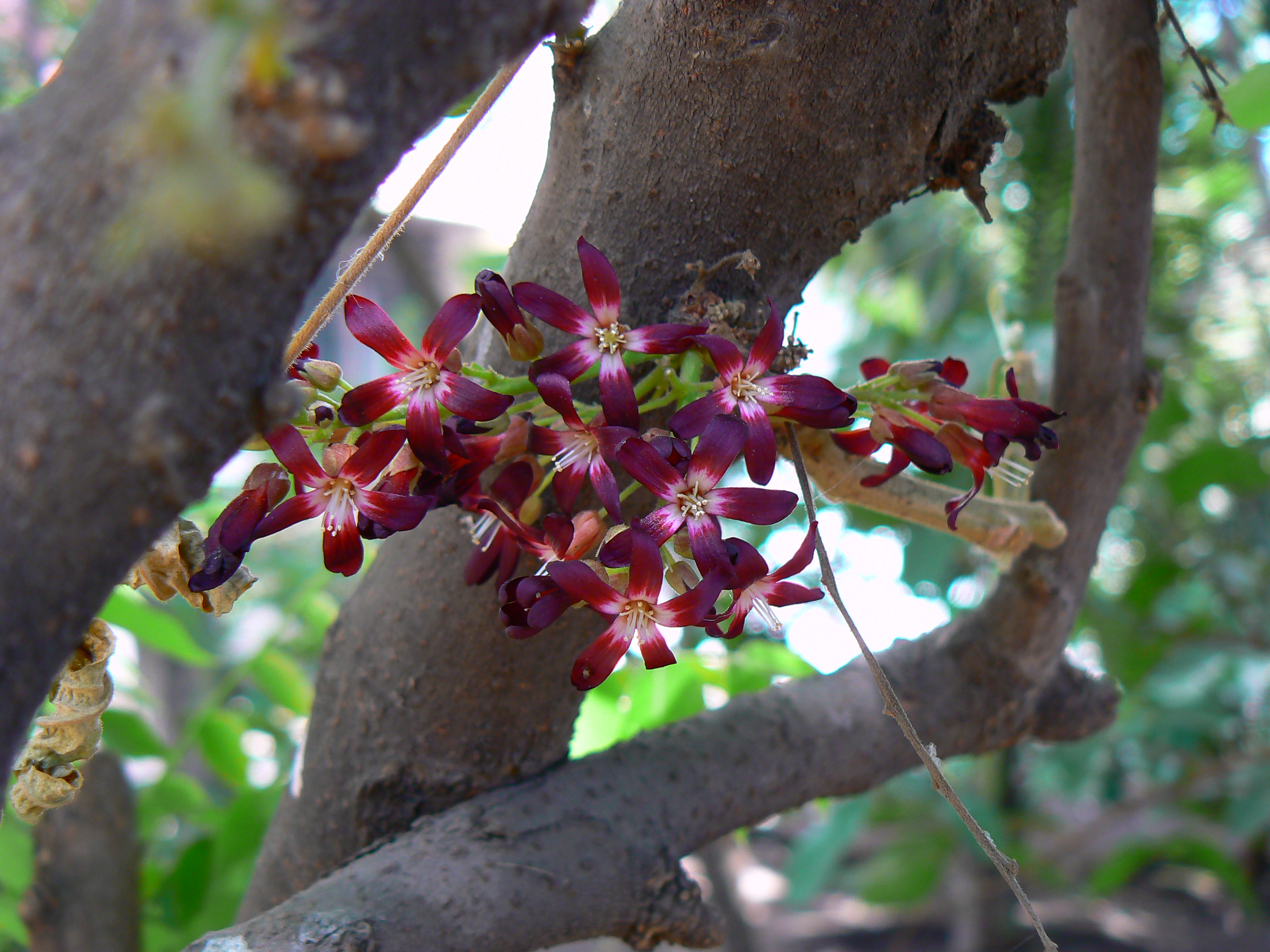
Kwiaty oskomianu bilimbi
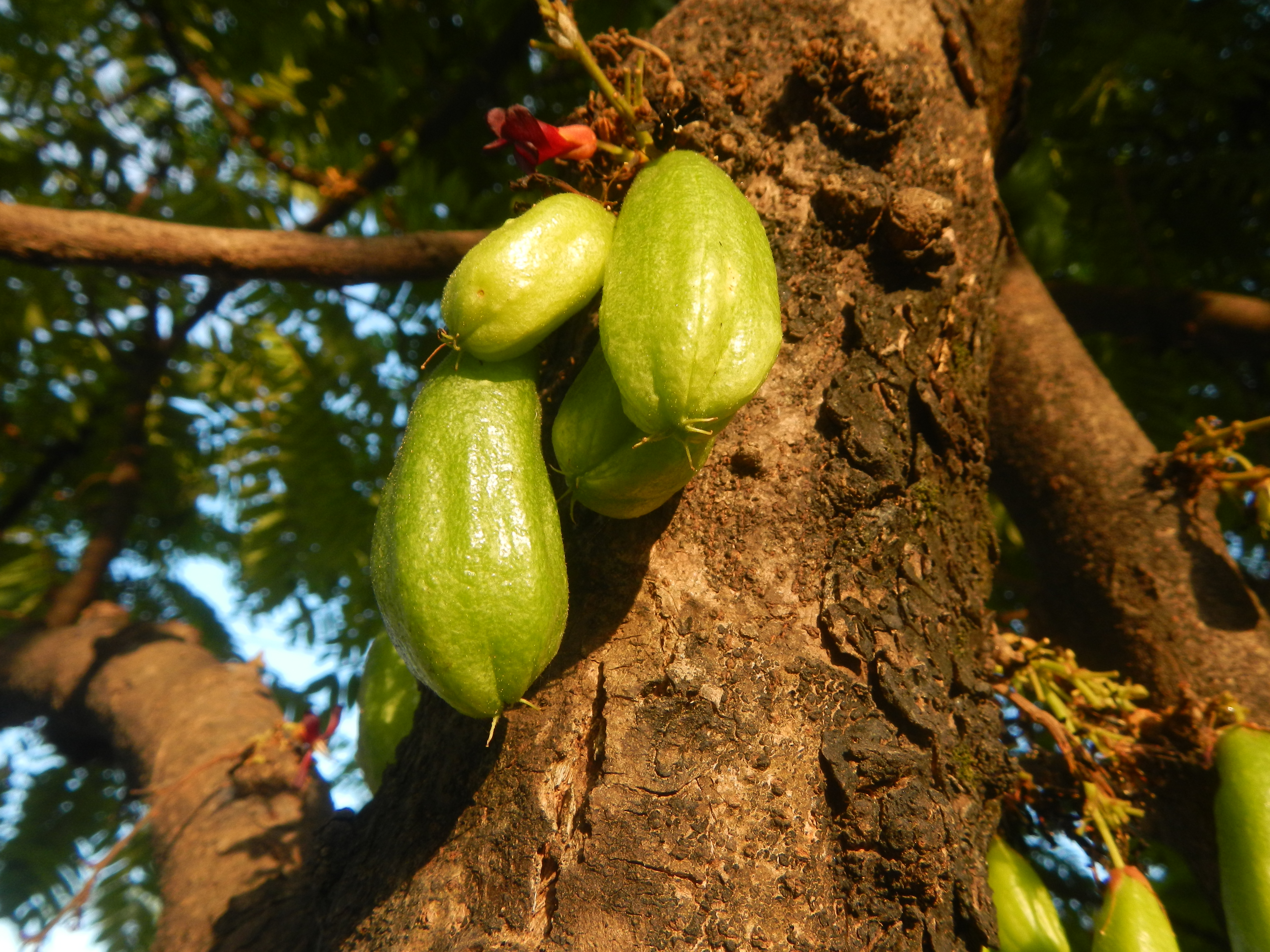
Owoce oskomianu bilimbi